# Villaroux
Villaroux est une commune française située dans le département de la Savoie, en région Auvergne-Rhône-Alpes.

## Géographie

### Communes limitrophes
Les communes voisines sont la Chapelle-Blanche, Les Mollettes et Détrier. Villaroux est situé à 17 km de Chambéry, ville chef-lieu du département de la Savoie.

## Urbanisme

### Typologie
Au 1er janvier 2024, Villaroux est catégorisée commune rurale à habitat dispersé, selon la nouvelle grille communale de densité à sept niveaux définie par l'Insee en 2022.
Elle appartient à l'unité urbaine de Pontcharra, une agglomération inter-départementale regroupant cinq  communes, dont elle est une commune de la banlieue,,. Par ailleurs la commune fait partie de l'aire d'attraction de Chambéry, dont elle est une commune de la couronne,. Cette aire, qui regroupe 115 communes, est catégorisée dans les aires de 200 000 à moins de 700 000 habitants,.

### Occupation des sols
L'occupation des sols de la commune, telle qu'elle ressort de la base de données européenne d’occupation biophysique des sols Corine Land Cover (CLC), est marquée par l'importance des territoires agricoles (54,3 % en 2018), une proportion sensiblement équivalente à celle de 1990 (53,7 %). La répartition détaillée en 2018 est la suivante : forêts (45,7 %), zones agricoles hétérogènes (33,9 %), prairies (20,4 %).
L'IGN met par ailleurs à disposition un outil en ligne permettant de comparer l'évolution dans le temps de l'occupation des sols de la commune (ou de territoires à des échelles différentes). Plusieurs époques sont accessibles sous forme de cartes ou photos aériennes : la carte de Cassini (XVIIIe siècle), la carte d'état-major (1820-1866) et la période actuelle (1950 à aujourd'hui).

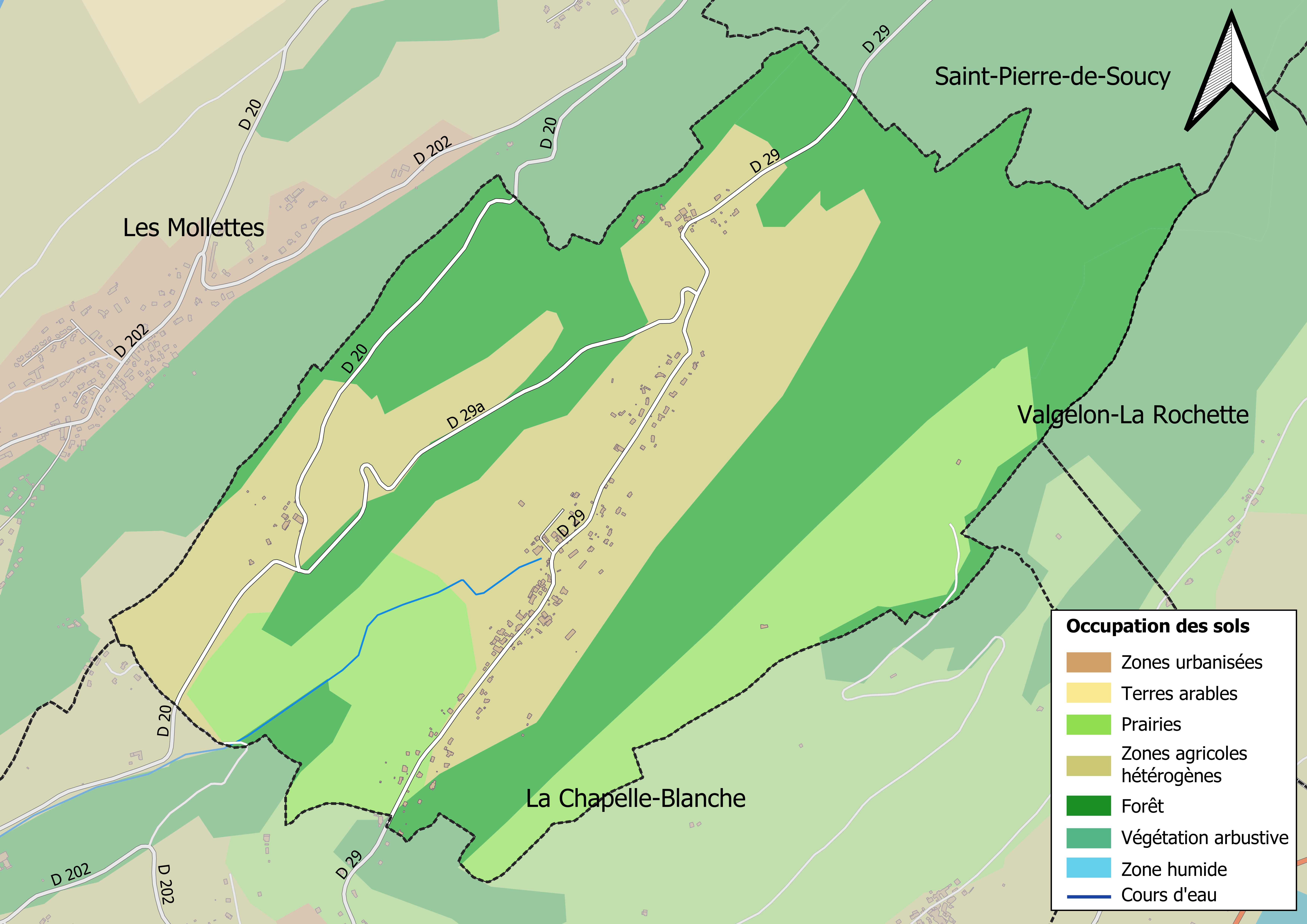
Carte des infrastructures et de l'occupation des sols en 2018 (CLC) de la commune.
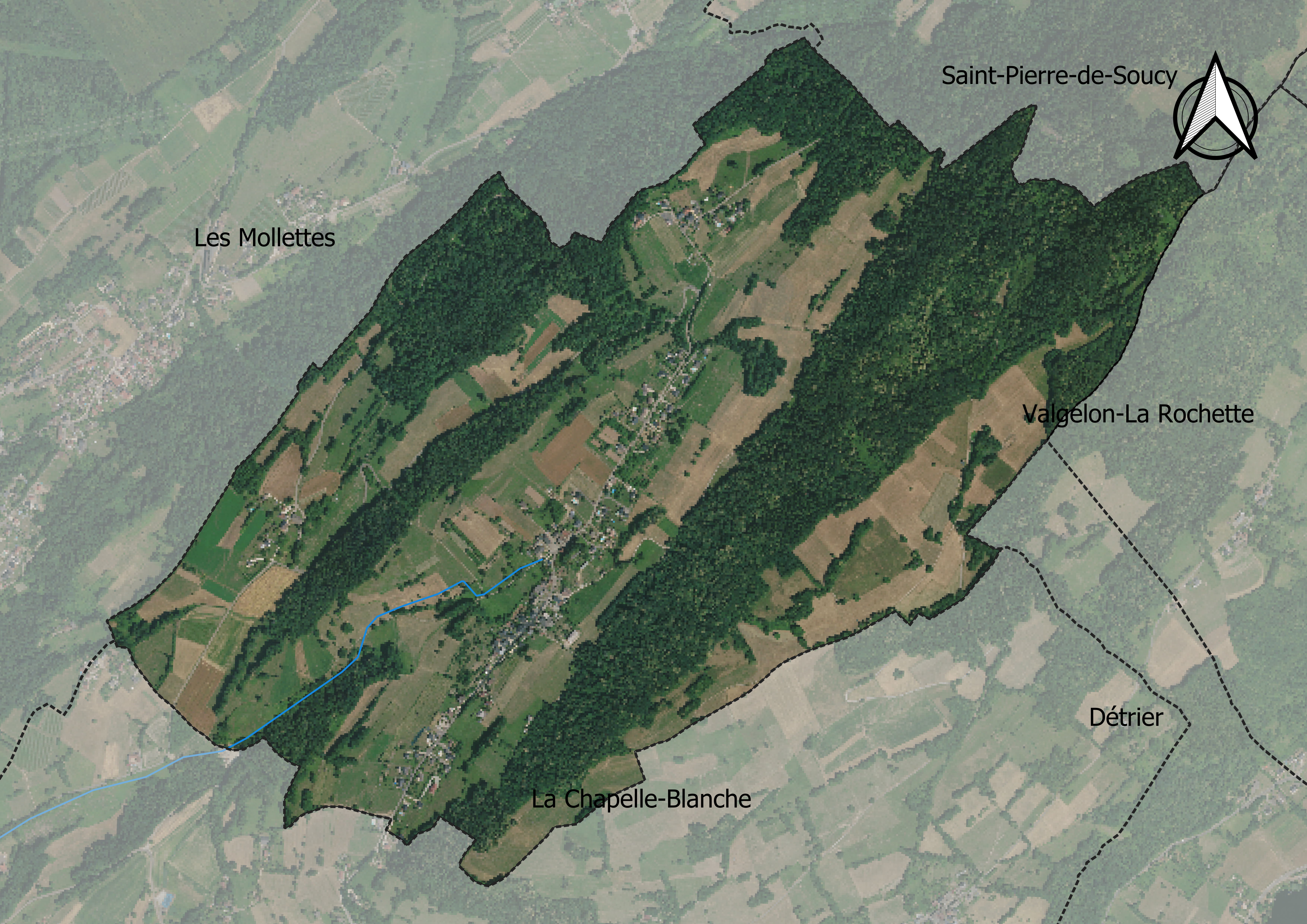
Carte orthophotogrammétrique de la commune.

## Toponymie
La première mention de la paroisse est Ecclesia de Vilar Radulfo, dans le Pouillé de Grenoble (XIIe siècle). On trouve par la suite les formes Villaris Rodulphi en 1414 ou encore Villaris Rodulphi dans le Cartulaire de Grenoble à la date de 1497. En 1793, lorsque le duché de Savoie est annexé à la France révolutionnaire, la commune est nommée Villard Roux. En 1801, elle se trouve sous la forme Villaroux.
Selon le chanoine Adolphe Gros, le toponyme dériverait d'un domaine ayant appartenu à un « nommé Rodolphe, Roux en langue vulgaire ».
En francoprovençal, le nom de la commune s'écrit Vlârou, selon la graphie de Conflans.

### Administration municipale

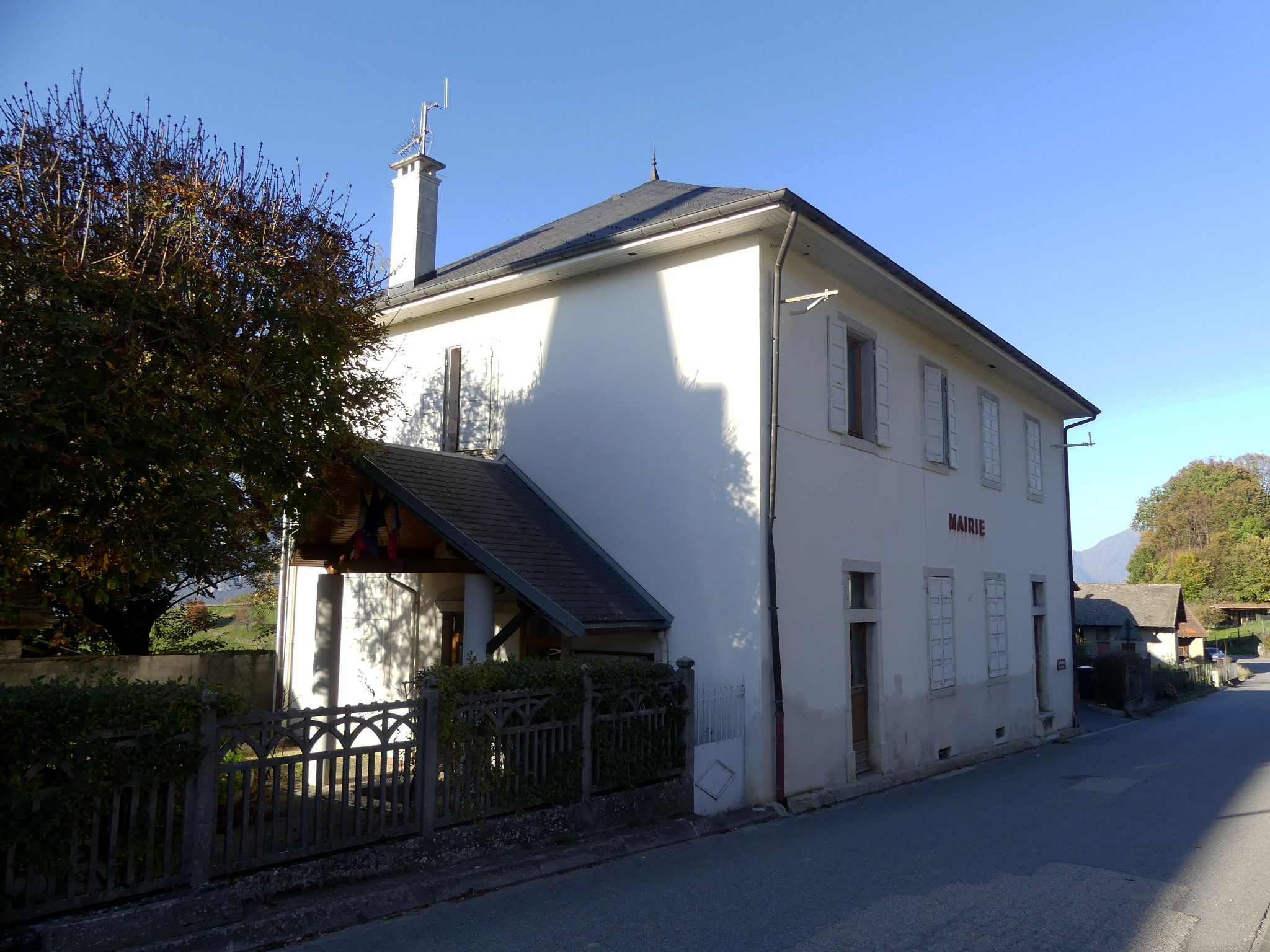
Mairie de Villaroux.

## Politique et administration

### Liste des maires
| Période                                  | Période   | Identité      | Étiquette | Qualité |
| ---------------------------------------- | --------- | ------------- | --------- | ------- |
| mars 2001                                | mars 2008 | Claude Tibéri | ...       | ...     |
| mars 2008                                | En cours  | Denise Martin | ...       | ...     |
| Les données manquantes sont à compléter. |           |               |           |         |

La commune est membre de la Communauté de communes Cœur de Savoie. Elle appartient au Territoire du Cœur de Savoie, qui regroupe une quarantaine de communes de la Combe de Savoie et du Val Gelon.

## Population et société

### Démographie
L'évolution du nombre d'habitants est connue à travers les recensements de la population effectués dans la commune depuis 1793. Pour les communes de moins de 10 000 habitants, une enquête de recensement portant sur toute la population est réalisée tous les cinq ans, les populations de référence des années intermédiaires étant quant à elles estimées par interpolation ou extrapolation. Pour la commune, le premier recensement exhaustif entrant dans le cadre du nouveau dispositif a été réalisé en 2007.

En 2022, la commune comptait 191 habitants, en évolution de −9,05 % par rapport à 2016 (Savoie : +3,63 %, France hors Mayotte : +2,11 %).
| 1793 | 1800 | 1806 | 1822 | 1838 | 1848 | 1858 | 1861 | 1866 |
| ---- | ---- | ---- | ---- | ---- | ---- | ---- | ---- | ---- |
| 188  | 183  | 239  | 277  | 304  | 266  | 272  | 259  | 258  |

| 1872 | 1876 | 1881 | 1886 | 1891 | 1896 | 1901 | 1906 | 1911 |
| ---- | ---- | ---- | ---- | ---- | ---- | ---- | ---- | ---- |
| 237  | 226  | 210  | 183  | 182  | 167  | 162  | 150  | 141  |

| 1921 | 1926 | 1931 | 1936 | 1946 | 1954 | 1962 | 1968 | 1975 |
| ---- | ---- | ---- | ---- | ---- | ---- | ---- | ---- | ---- |
| 108  | 110  | 106  | 109  | 84   | 86   | 90   | 92   | 79   |

| 1982 | 1990 | 1999 | 2006 | 2007 | 2012 | 2017 | 2022 | - |
| ---- | ---- | ---- | ---- | ---- | ---- | ---- | ---- | - |
| 96   | 132  | 195  | 221  | 225  | 226  | 203  | 191  | - |

### Enseignement
La commune est rattachée à l'académie de Grenoble.

## Économie

### Agriculture[14]

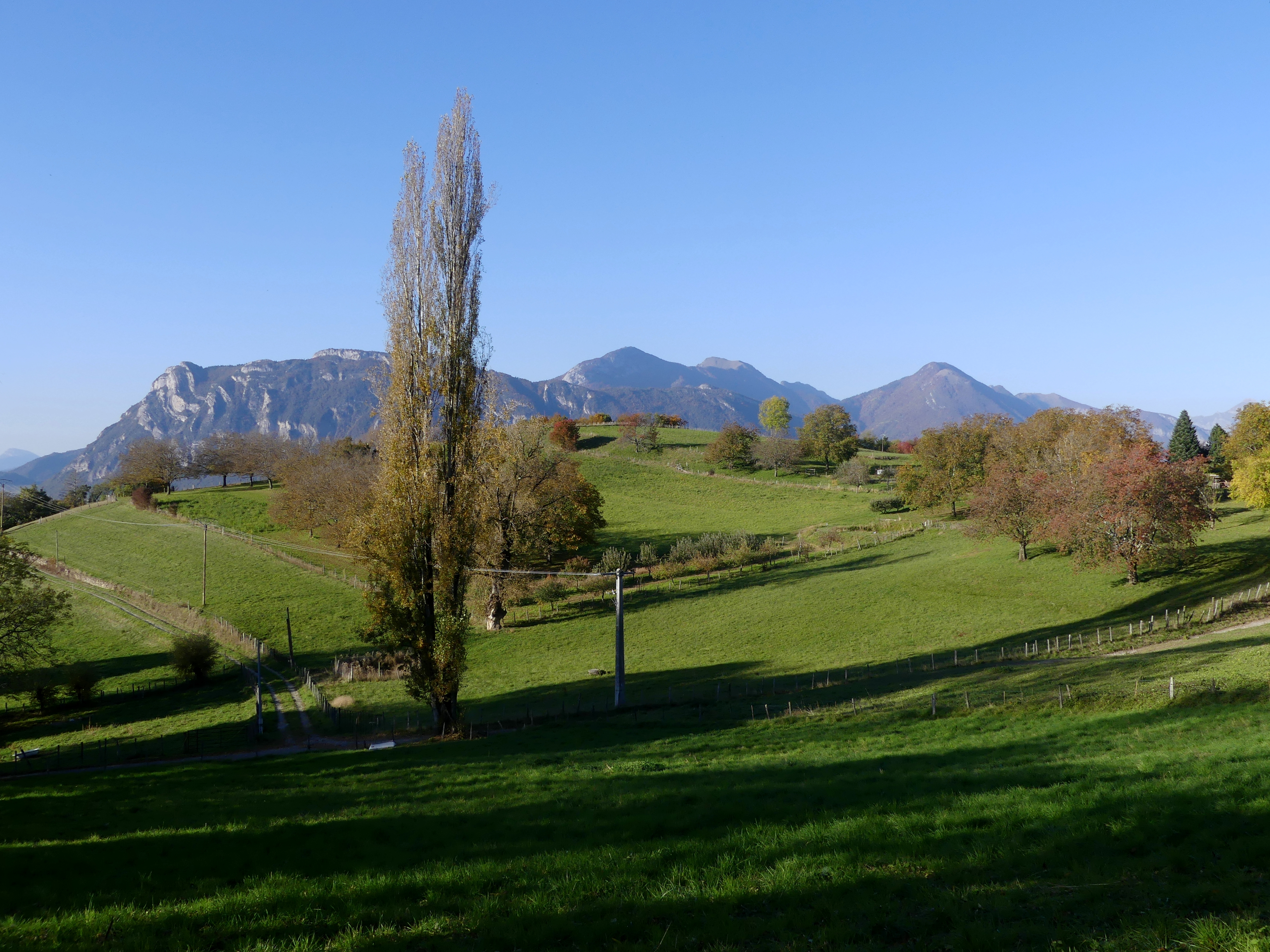
Prés et champs à Villaroux.

Le village de Villaroux s’étend sur 3,1 km2. Son altitude est de 555 m et sa superficie de 309 hectares. 
Le village est situé sur une bonne terre agricole, la surface agricole utilisée de la commune est de 131 hectares  et il y a 10 hectares de forêts. Dans ces terres on y cultive des céréales et du maïs. En 2008, 4,66 hectares pour les céréales et 7,53 hectares pour les maïs. Les prairies permanentes sont nombreuses en 2008, elles s’étalaient sur 102,2 hectares.
La part de l’agriculture en 2008 est de 40,9 hectares alors que la part de la construction est de 33,3 %.